# Taos Mountain Film Festival
Il Taos Mountain Film Festival è un festival cinematografico incentrato sul cinema di montagna, sport e avventura, che si svolge annualmente dal 2001 nel mese di ottobre a Taos (Nuovo Messico), negli Stati Uniti d'America.
Il suo slogan è the film festival for mountaineers, mountain lovers and mountain characters, ovvero "il festival cinematografico per alpinisti, amanti della montagna e montanari".
È membro della International Alliance for Mountain Film, che raggruppa i maggiori festival mondiali di cinema di montagna.